# Cour de district de l'Australie-Occidentale
La Cour de district de l'Australie-Occidentale (District Court of Western Australia en anglais) est une cour de niveau intermédiaire en Australie-Occidentale. Elle a été fondée en 1970 alors que la population de l'Australie-Occidentale augmentait. En ce qui a trait à sa juridiction criminelle, la cour juge des offences criminelles avec une sanction d'emprisonnement maximale de 25 ans. Pour sa juridiction civile, elle juge des réclamations civiles jusqu'à 750 000 $ et n'a aucune limite pour des réclamations pour des dommages dans les cas de blessures personnelles. Les décisions de la Cour de magistrats et de certains tribunaux peuvent faire l'objet d'un appel à la Cour de district.

## Annexe